# Лубовский, Владимир Иванович
Влади́мир Ива́нович Лубо́вский (15 декабря 1923, Витебск, Витебская губерния, БССР, СССР — 9 ноября 2017, Москва, Россия) — советский и российский психолог, доктор психологических наук, профессор, академик РАО (1993; академик АПН СССР с 1989). Участник Великой Отечественной войны.

## Биография
Владимир Иванович Лубовский родился 15 декабря 1923 года в Витебске в семье учителей.
Участвовал в Великой Отечественной войне. Воевал телефонистом в инженерно-сапёрной бригаде, был дважды тяжело ранен, в 1941 и в 1942 годах. После окончания войны учился на психологическом отделении философского факультета Московского государственного университета, которое окончил с отличием в 1951 году. В 1952 году поступил в аспирантуру НИИ дефектологии АПН СССР, где обучался под руководством А. Р. Лурии. В 1953 году был принят на должность младшего научного сотрудника института.
В 1955 году В. И. Лубовский защитил кандидатскую диссертацию по теме «Некоторые особенности совместной работы двух сигнальных систем в формировании двигательных реакций у олигофренов», в 1975 году защитил докторскую диссертацию, в 1978 году ему было присвоено звание профессора.
С 1986 по 1992 г.г. был директором НИИ дефектологии АПН СССР. В 1992 году возглавил лабораторию психологического изучения детей с недостатками развития данного института. В 1993 году В. И. Лубовский был избран академиком отделения психологии и возрастной физиологии Российской академии образования. В 1997 г. основал кафедру специальной психологии Московского городского психолого-педагогического института (ныне Московский государственный психолого-педагогический университет).
Скончался 9 ноября 2017 года в Москве в возрасте 93 лет. Похоронен на Ваганьковском кладбище.

## Научная деятельность
Основное направление научных исследований В. И. Лубовского связано с проблемами общих и специфических закономерностей психического развития детей с умственными и физическими недостатками. Продолжая и развивая идеи Л. С. Выготского, касающиеся основ психического развития, Владимир Иванович изучал развитие произвольных действий умственно отсталых детей и детей с задержкой психического развития разных возрастов.
Им исследована слуховая и зрительная чувствительность у детей с физическими недостатками; сконструирована методика объективной оценки слуха у детей дошкольного и школьного возрастов с недостатками в его развитии. Рассмотрены особенности световой чувствительности у слабовидящих разной этиологии.
Результаты исследований В. И. Лубовского легли в основу его работы над общими вопросами организации обучения и воспитания детей с недостатками развития, создания для них специальных условий обучения. Также он занимался исследованием проблем психологической диагностики аномального развития детей. Им разработан новый подход к психологической диагностике нарушений развития, основанный на представлениях об общих и специфических закономерностях психического развития, первичных и вторичных дефектах, о зонах актуального и ближайшего развития.
В. И. Лубовский активно участвовал в разработке специальной терминологии как для теоретических нужд дефектологии (специальной психологии), так и с целью знакомства широкой общественности с научной и практической работой в этой сфере; его по праву можно считать основоположником отечественной специальной психологии.

## Издательская деятельность
Главный редактор журнала «Дефектология» (с 1970 по 1984 г.).
Член редакционных советов журналов:
- «Культурно-историческая психология»[6]
- «Клиническая и специальная психология»[7]
- междисциплинарный научно-практический журнал «Синдром Дауна . XXI век» БФ Даунсайд Ап (с 2008 по 2017 г.).

https://downsideup.org/ru/catalog/collections/zhurnaly-sindrom-dauna-xxi-vek
https://ru.m.wikipedia.org/wiki/Даунсайд_Ап

## Награды
- Орден Отечественной войны II степени (11.03.1985)
- Орден «Знак Почёта» (8.01.1980[8])
- 2 Медаль «За боевые заслуги» (23.10.1943[9], 25.02.1945[10]
- Юбилейные, трудовые и научные медали

## Основные публикации

### Монографии
- Певзнер М. С., Лубовский В. И. Динамика развития детей-олигофренов. — М.: «Издательство Академии педагогических наук РСФСР», 1963.
- Певзнер М. С., Лубовский В. И., Пекелис Э. Я., Зислина Н. Н. Дети с отклонениями в развитии. Отграничение олигофрении от сходных состояний. — М.: «Просвещение», 1966.
- Лубовский В. И. Развитие словесной регуляции действий у детей (в норме и патологии). — М.: «Педагогика», 1978.
- Власова Т. А., Лубовский В. И., Никашина Н. А. (редакторы) Обучение детей с задержкой психического развития. — М.: «Просвещение», 1981.
- Власова Т. А., Лубовский В. И., Цыпина Н. А. (редакторы) Дети с задержкой психического развития. — М.: «Педагогика», 1984.
- Лубовский В. И. Психологические проблемы диагностики аномального развития детей. — М.: «Педагогика», 1989.
- Лубовский В. И. (редактор) Специальная психология. — М.: «Academia», 2006, М., Юрайт, 2016 (в 2 т.; 7-е изд.).

### Статьи
- Лубовский В. И. «Врастание в культуру» ребёнка с нарушениями развития // «Культурно-историческая психология», 2006, № 3, с. 3—7.
- Лубовский В. И., Басилова Т. А. О перспективах специальной психологии // «Культурно-историческая психология», 2008, № 3, с. 51—54.
- Лубовский В. И., Валявко С. М. Терминологические проблемы специальной психологии и специальной педагогики // «Культурно-историческая психология», 2010, № 1, с. 50—55.
- Лубовский В. И. Современные проблемы диагностики задержки психического развития // «Психологическая наука и образование», 2012, № 1, с. 1—5.
- Лубовский В. И. Особые образовательные потребности // «Психологическая наука и образование», 2013, № 5, с. 61—66.
- Лубовский В. И., Коробейников И. А., Валявко С. М. Новая концепция психологической диагностики нарушений развития // «Психологическая наука и образование», 2016, № 4, с. 50—60.